# Musée de la chasse et de la pêche
Le musée de la chasse et de la pêche (Deutsches Jagd- und Fischereimuseum) est un musée allemand situé à Munich spécialisé dans l'histoire de la chasse et de la pêche en Allemagne et dans d'autres pays.

## Historique

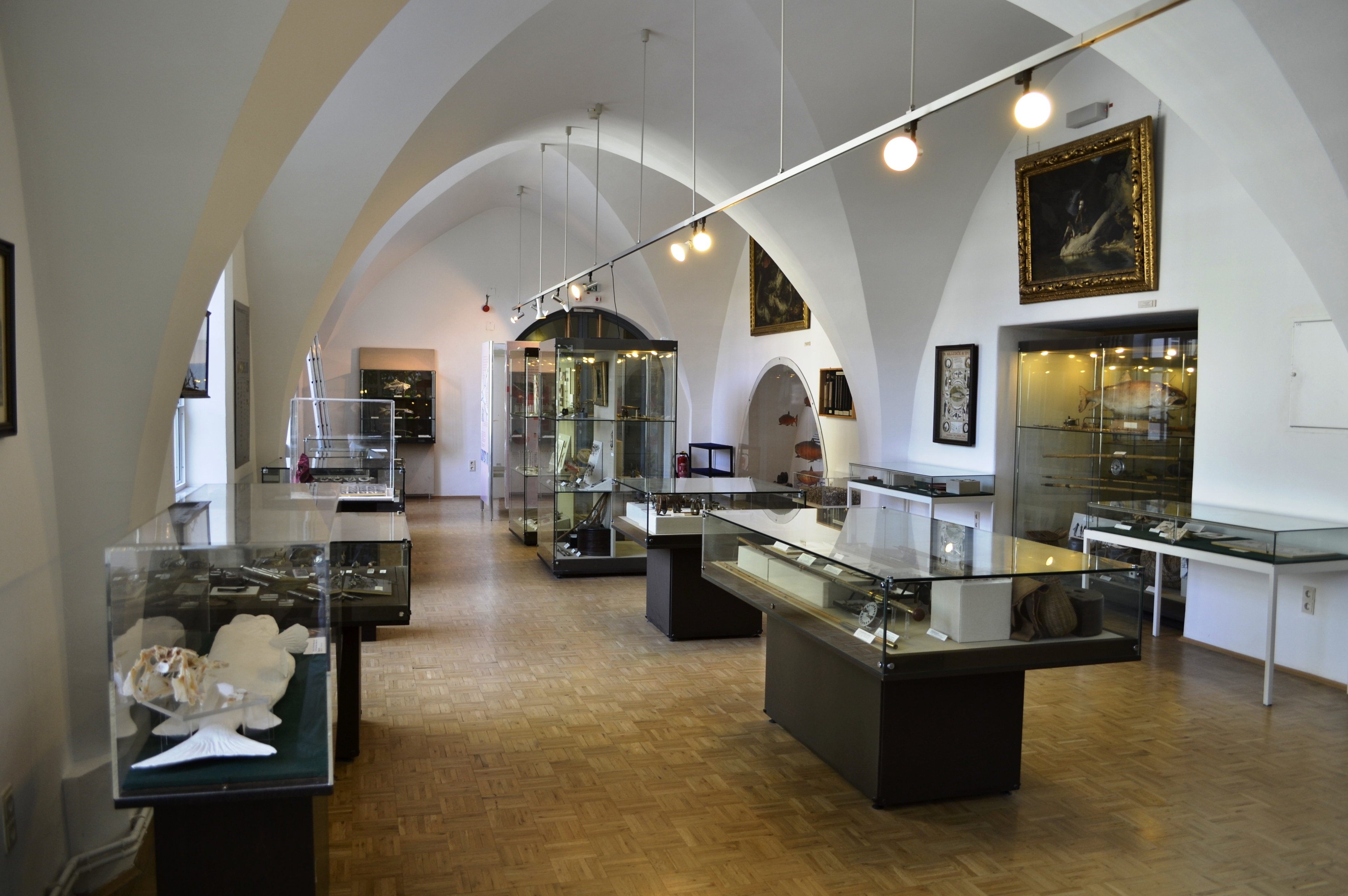
Une salle du Deutsches Jagd- und Fischereimuseum.

## Emplacement
Le musée est situé sur une rue piétonne de l'Altstadt-Lehel à Munich dans une ancienne église des Augustins du XIIIe siècle. L’entrée est mise en valeur par deux statues en bronze de sanglier et de poisson.

## Collections

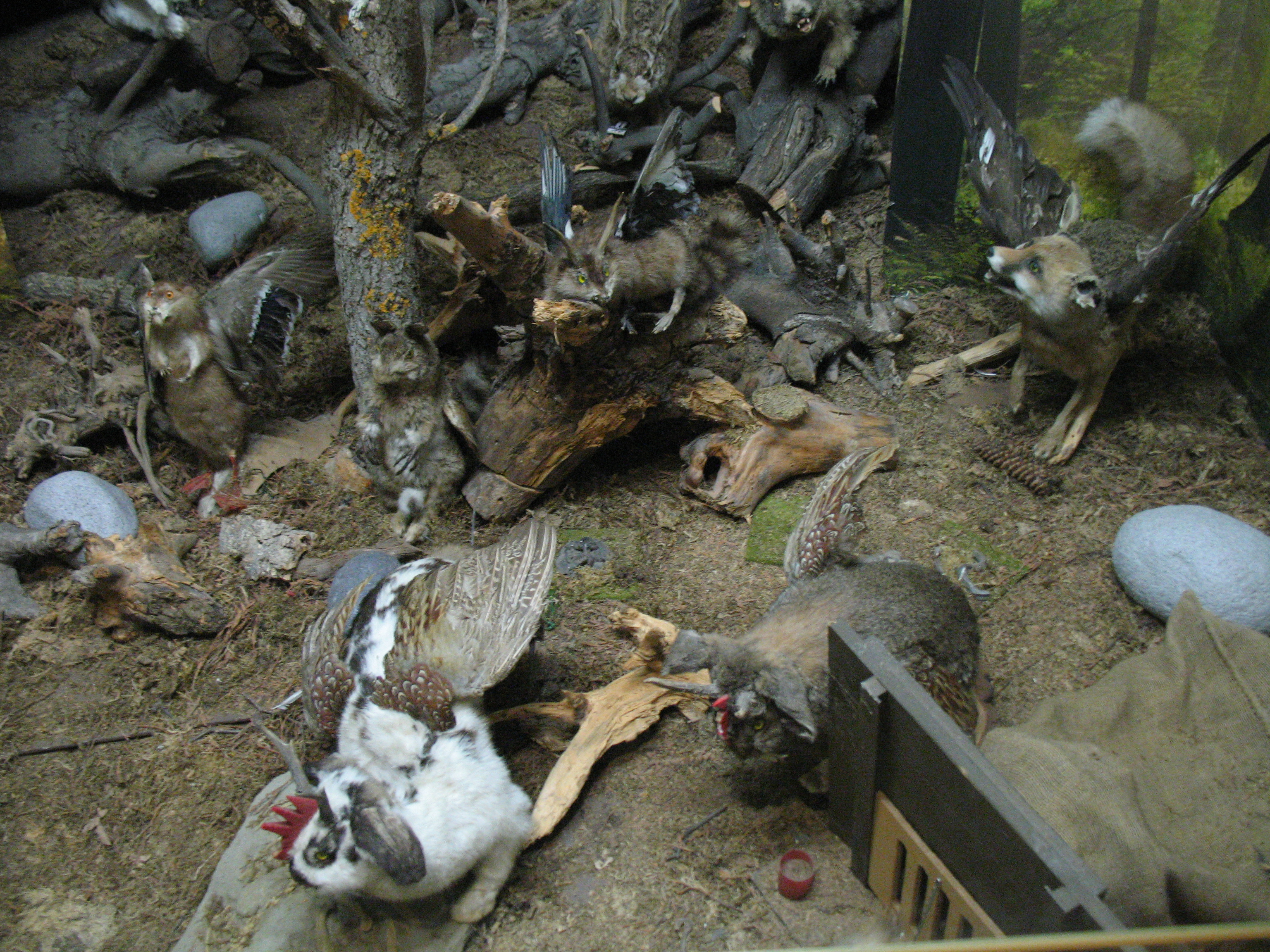
Des chimères empaillées dont des jackalopes.

Le musée présente d'importantes collections d'armes et des œuvres d'art sur le thème de la chasse, telle qu'une copie sur bois de La Chasse au tigre de Pierre Paul Rubens, mais également de nombreux animaux empaillés et un diorama sur les espèces de poissons d'eau douce. Le musée de la chasse et de la pêche présente également des objets archéologiques tel que des outils pour la pêche datant de l'âge de pierre et des collections plus atypiques comme une collection de chopes en céramique et en verre,.
Les collections sont présentées sur environ 3 000 m2.